# Dolores Aguirre (ganadería)
La ganadería de Dolores Aguirre Ybarra es una ganadería de toros de lidia de la provincia de Sevilla, cuyas reses pastan en la finca "Dehesa de Frías", en el término municipal de Constantina, y que está inscrita dentro de la Unión de Criadores de Toros de Lidia. Desde 1977 y hasta su muerte en 2013 fue propiedad de doña Dolores Aguirre, pasando después a manos de su hija, Isabel Lipperheide Aguirre.
Esta ganadería está considerada como la más prestigiosa derivada del encaste del Conde de la Corte, de origen Vistahermosa y llegó a convertirse durante los años noventa del siglo XX en uno de los referentes entre la afición torista de Madrid. En estos años, además, fue también uno de los hierros habituales dentro del ciclo de la Feria del Toro de Pamplona. 
La ganadería recibió su antigüedad el 20 de mayo de 1974, tras lidiarse una corrida completa de este hierro en la Plaza de toros de Madrid. En aquel momento la ganadería aún no petenecía a Dolores Aguirre sino a su anterior propietaria, María Teresa Osborne. Esta fue la primera ocasión en la que se vieron estos toros en el coso venteño, luciendo divisa en color amarillo y azul; y estando las reses están marcadas en la oreja con una señal despuntada en ambas.

## Procedencia "Vistahermosa"
El origen más remoto de esta ganadería reside en los toros de don Pedro Luis de Ulloa y Celis, I conde de Vistahermosa, que fue quien compró en 1774 los toros sevillanos de los hermanos Alonso, Francisco y Tomás Rivas. De ahí, y por medio de la línea Barbero de Utrera y Arias de Saavedra, nacerá, posteriormente, a principios del siglo XX el encaste Tamarón-Conde de la Corte, base genética de la actual ganadería de Dolores Aguirre.
Entre 1910 y 1911, Ramón Mora-Figueroa y Ferrer, hijo del VI marqués de Tamarón, adquiere por medio de su madre tres sementales y dos camadas enteras de la ganadería que tenía don Fernando Parladé en Vejer de la Frontera (Cádiz). En tan solo nueve años, Mora-Figueroa conseguirá crear unas reses con una personalidad muy específica si bien, por motivos económicos, la ganadería tuvo que ser vendida; pasando a manos de Agustín Mendoza y Montero, VI conde de la Corte de la Berrona, quien mantuvo la ganadería hasta su muerte en 1964 y consiguiendo "un tipo de toro de gran calidad y bravura, destacando sus impresionantes cornamentas y sus excepcionales trapíos".
En 1925, el ganadero salmantino Bernabé Cobaleda Berrocal se hacía con un lote de reses del conde de la Corte, renovando por completo su ganadería y dejándola, tras su muerte, en mano de sus hijos Juan y Natividad Cobaleda Sánchez. Será su hija, precisamente, esposa del también ganadero Atanasio Fernández, quien termine de conformar la ganadería con origen "condeso", al adquirirle más becerras al Conde de la Corte además de un semental, Carabella.

## Historia de la ganadería
En 1977, el empresario vasco-alemán Federico Lipperheide decide comprar junto a su esposa, Dolores Aguirre Ybarra, una ganadería de toros bravos que, desde sus comienzos, pasará a gestionar ella misma, anunciándose con su nombre. Para ello, la familia adquiere para sí la antigua ganadería que estaba en propiedad de doña María Teresa Osborne y Marenco, condesa viuda de Donadío y madre del cantante español Bertín Osborne.
Esa ganadería había sido creada, originariamente, en 1854 por parte de un emergente burgués rural de La Carolina (Jaén): Antonio Jiménez Martínez. Su hijo, Romualdo Jiménez Beltrán fue el encargado de dar forma a la ganadería con sementales de casta jijona y también de machos del duque de Veragua, que fue entremezclando con aquellas reses que poseía de sus padre.
La primera referencia hemerográfica se rastrea de la ganadería está en El Imparcial, con una noticia sobre la novillada que se lidió el 25 de julio de 1885, donde se dice que "los toros salieron muy buenos y mataron 11 caballos". La ganadería de Romualdo Jiménez, cuyas reses estaban herradas en los costillares con una "R" y distinguidas con la divisa en celeste y caña, debió gozar de una relativa importancia en la época, puesto que se relaciona entre los grandes hierros andaluces de su tiempo.
 

A la muerte del ganadero, su viuda, Josefa Cappel, consiguió hacer debutar el hierro familiar en la Plaza de toros de Madrid, en una novillada nocturna el 19 de agosto de 1920, que estoquearon Jerónimo Arana y Torquito III:
Se lidiaron cuatro novillos de la señora vuida de D. Romualdo Jiménez, nuevos en esta plaza, que estuvieron bien presentados, pero carecieron de lo principal, que es la bravura, pues excepción del último, los demás fueron mansos perdidos, teniendo que ser fogueados los lidiados en segundo y tercer lugar
Mayor de edad el hijo de doña Josefa, Francisco Jiménez Cappel se hace con la dirección de la ganadería, la cual empieza a cruzar con toros de encaste Santa Coloma, procedentes de la vacada de Argimiro Pérez-Tabernero. Aunque en manos del nuevo ganadero, las reses mantendrán la denominación anterior de "Viuda de Romualdo Jiménez". En 1930 el ganadero vende una parte de la ganadería y meses más tarde vende el resto del ganado que aún quedaba en su propiedad. Este segundo lote de reses pasan a la familia Pérez Bernal y de ahí al ganadero jiennense Juan José Parrilla Merino.
Será esta familia quien mantenga el hierro y la ganadería hasta 1945 momento en el cual el propietario, Eustaquio Parrilla, traspase sus toros a José Duque Castillo. En manos de este ganadero los toros subsistirán unidos hasta el año 1954, momento en el que sus herederos dividirán la ganadería en dos partes. El lote de vacas y machos que le corrió en suerte a Antonio Castellano López será vendido al ganadero madrileño Pablo de la Serna Gil, quien mantuvo hierro y divisa pero eliminando todo lo de procedencia anterior.
Esta nueva ganadería empezará a pastar entre Segovia y Buitrago de Lozoya, en las fincas de "Pradenilla" y "El Portachuelo", respectivamente. Allí pacerán las reses hasta 1963, momento en el cual la familia Fernández Cobaleda adquiera la ganadería y la transforme eliminando la procedencia Santa Coloma y Gamero Cívico que había introducido Pablo de la Serna. La hija de Atanasio Fernández y Natividad Cobaleda, Pilar será quien se haga cargo de la nueva vacada, conformada con las reses procedentes de las ganaderías familiares, de origen Conde la Corte-Atanasio Fernández, y eliminando el hierro original del que había dispuesto la vacada desde finales del siglo XIX. Asimismo, pasó a anunciarse como "Campocerrado", nombre de la mítica finca salmantina en el que pastaron los "atanasios".
Años más tarde, en 1971, Pilar Fernández Cobaleda se deshace de la ganadería al vendérsela a María Teresa Osborne, condesa de Donadío, quien transformará el hierro y pasará a anunciar la ganadería a su nombre. En esta época será cuando el hierro adquiere antigüedad, lidiando la corrida completa el 20 de mayo de 1974, anunciándose en el cartel Paco Camino, Palomo Linares y José María Manzanares.Una corrida que el cronista Vicente Zabala tildó de "saldo ganadero", considerándola como un "fracaso rotundo de la ganadera que viene tan malamente a Madrid".
En 1977, Dolores Aguirre se hace definitivamente con la ganadería y realizando los últimos refrescos en el origen genético de la misma, comprándole al Conde de la Corte dos sementales: Alí, que morirá al poco tiempo, y Tamaris, adqurido en 1983, con el que construirá la base de la nueva vacada.
La personalidad de la ganadería quedó marca sobre la base filosófica que la propia Dolores Aguirre imprimió al hierro, aseverando la importancia de la integridad para la salvaguarda del espectáculo: "Yo no puedo garantizar su juego, pero sí su presencia e integridad y su fuerza, porque cuando los toros se caen, también la fiesta se cae y se convierte en un simulacro". Tras la muerte de la ganadera en 2013, el hierro pasó a manos de su hija, Isabel Lipperheide Aguirre, quien regenta actualmente el hierro.

### Características
La ganadería de Dolores Aguirre está construida genéticamente sobre los toros del hierro del Conde de la Corte por lo que sus características morfológicas y de comportamiento son las propias del encaste:
Son toros finos de cabos, de altura media, buen morrillo, abundante papada y badana, aleonados, con tercio posterior poco desarrollado, gran desarrollo de defensas, muy astifinos, de dirección muy variable, desde cornidelanteros y veletos a playeros y cornivueltos. Pintas negras castañas y, menos frecuentes, coloradas. Como accidentales más frecuentes presentan listón, bragado, meano, gargantillo, salpicado, jirón, burraco, chorreado y ojo de perdiz.
Sobre su comportamiento estos toros ofrecen un gran juego en el tercio de varias, desarrollando nobleza en la muleta pero con bravura y emoción; tendiéndose a desplazar durante la lidia y humillando mucho.

### Toros célebres
- Cigarrero, número 45, negro bragado, lidiado en la Plaza de toros de Peralta (Navarra) el 8 de septiembre de 2007 por el novillero Julien "El Santo", premiado al mejor novillo de la feria por el Club Taurino de Peralta.[17]
- Langosto, número 4, negro, de 540 kilos, lidiado en la Plaza de toros de Pamplona el 9 de julio de 2011 por José Miguel Pérez "Joselillo", siendo reconocido como al mejor toro de la feria con el Premio Carriquiri.[18]

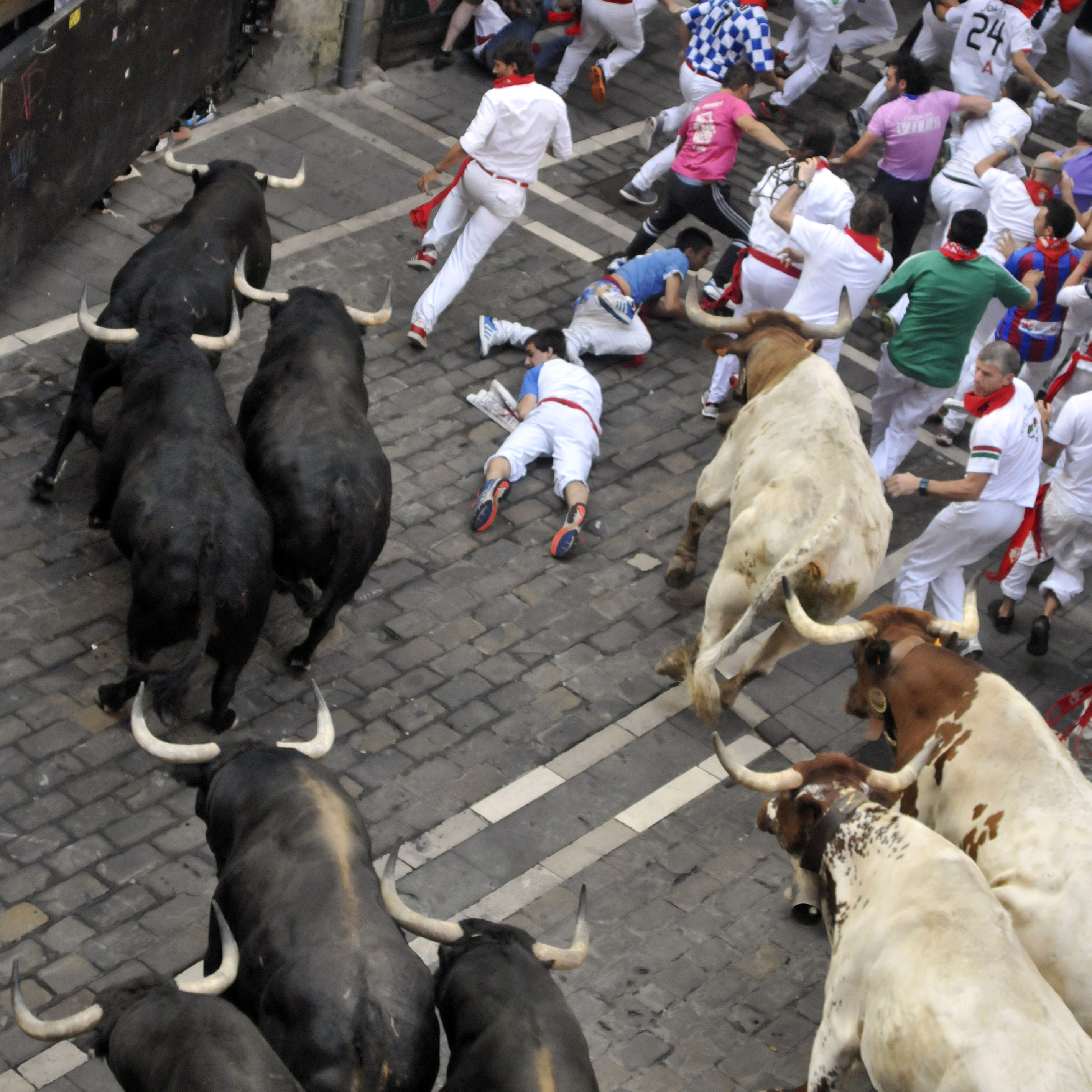
Los toros de Dolores Aguirre han corrido hasta en quince ocasiones entre 1980 y 2014 por las calles de Pamplona

## Sanfermines
La ganadería de Dolores Aguirre ha sido uno de los hierros recurrentes en la Feria del Toro de Pamplona durante los años noventa del siglo XX y principios del siglo XXI. Así, hasta 2016, los toros de este hierro sevillano han corrido por las calles pamplonesas hasta en quince ocasiones desde el año 1980.
La estadística de estos toros en el encierro han dejado hasta catorce heridos por asta y han proporcionado el triunfo a los toreros en distintas ocasiones, llegando a cortarse hasta dieciséis orejas en total.  Solo en 2007, la carrera se saldó con tres heridos por asta de toro.

## Premios y distinciones
La ganadería de Dolores Aguirre ha sido reconocida numerosas veces a lo largo de su carrera, debido al juego que han ofrecido sus toros durante la lidia, especialmente por su bravura en el caballo como por el poder que han mostrado en el último tercio. 
Así, por ejemplo, ha sido reconocida hasta en tres ocasiones (1995, 2009 y 2013) con el Trofeo Feria del Toro por parte de la Casa de Misericordia de Pamplona, tras su participación en los sanfermines de esos años.

En 2019, obtuvo el Premio a la Mejor Novillada por parte del Club Taurino de Peralta  (Navarra), por el juego que dieron los astados en su comparecencia del 1 de septiembre de ese año. Además, el novillo Cigarrero obtuvo también el premio al mejor novillo y que fue lidiado por Kevin de Luis.